# Konusj (distrikt i Bulgarien, Chaskovo)
Konusj (bulgariska: Конуш) är ett distrikt i Bulgarien.   Det ligger i kommunen Obsjtina Chaskovo och regionen Chaskovo, i den centrala delen av landet, 200 km sydost om huvudstaden Sofia.
Trakten runt Konusj består till största delen av jordbruksmark. Runt Konusj är det ganska tätbefolkat, med 129 invånare per kvadratkilometer.